# Ставищенський парк
Ставищенський парк — парк-пам'ятка садово-паркового мистецтва місцевого значення, розташований на території Ставищенської селищної громади Київської області. Знаходиться у центральній частині смт Ставище.

Парк закладено в 1785 році. Зразок паркової ландшафтної архітектури, в якому зростає 13 деревних і чагарникових порід, серед яких особливо цінні вікові дуби, липи. Парк прилягає до ставу на річці Гнилий Тікич.

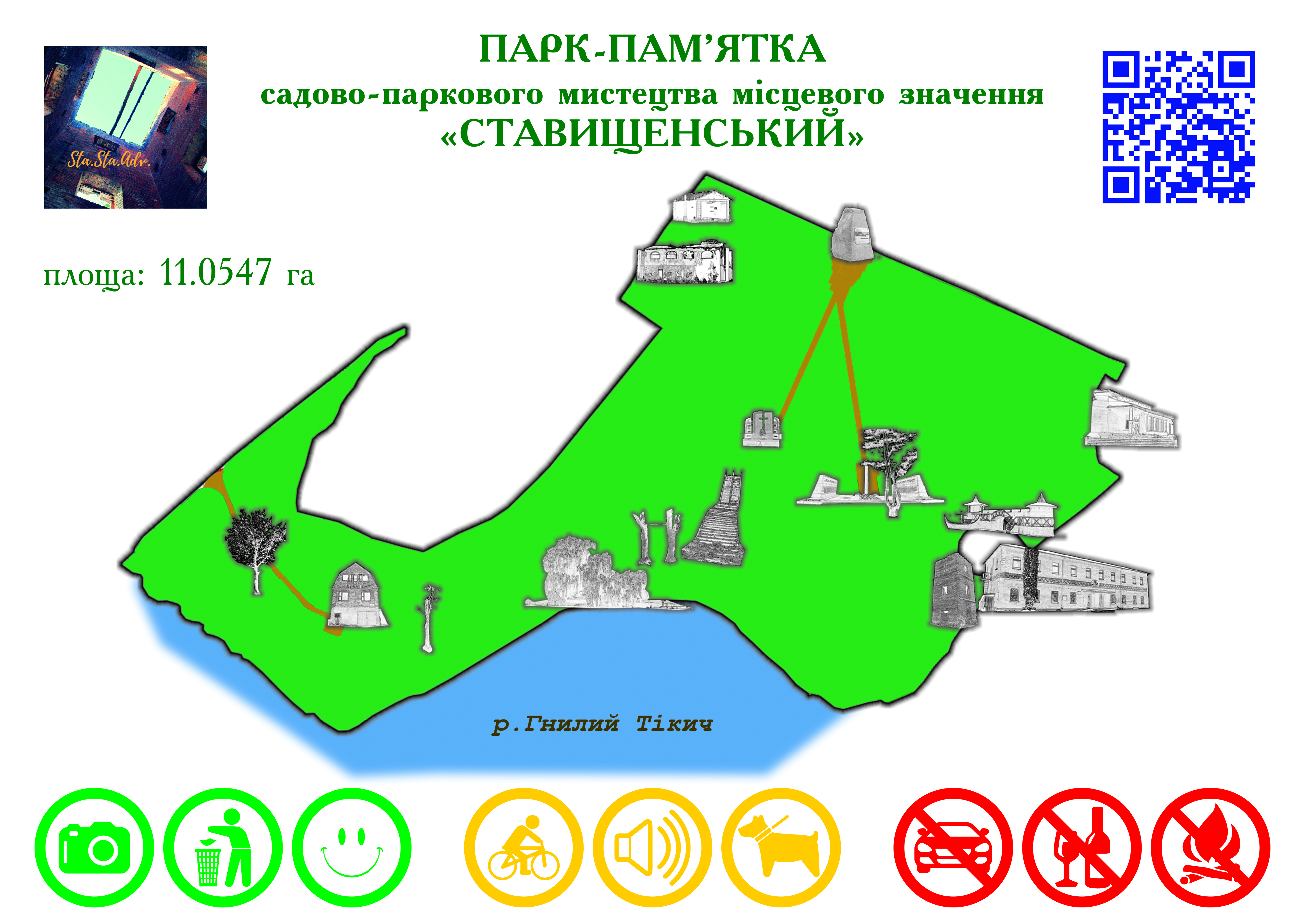
План-схема Ставищенського парку

## Нормативне регулювання статусу парку
Міністерство екології та природних ресурсів
Державне управління екології та природних ресурсів
Охоронне зобов'язання
Згідно ст.53 Закону України «Про природно-заповідний фонд України» Державне управління екології та природних ресурсів в Київській області передає під охорону Парк-пам'ятку садово-паркового мистецтва місцевого значення «Ставищенський».
Парк розташовується в межах смт Ставище та займає площу 14 га. 
Оголошений рішенням Київської обласної Ради депутатів трудящих від 28 лютого 1972 р. № 118. Входить до складу природно-заповідного фонду України, охороняється як національне надбання, з встановленням необхідних вимог режиму охорони відтворення, використання природних ресурсів. Землекористувач Ставищенське житлово-комунальне підприємство забезпечує додержання вимог заповідного режиму на території Парка-пам'ятки садово-паркового мистецтва місцевого значення «Ставищенський».
Згідно ст. 37,38,53 Закону України «Про природно-заповідний фонд України», виносить в натуру межі природно-заповідної території, встановлює державні межові, інформаційно-охоронні знаки, інформаційні щити, наносить контури природно-заповідної території на планово-картографічні матеріали лісовпорядження і землеустрою з детальною характеристикою в таксаційних описах і проектах внутрішньогосподарського землеустрою.

## Заповідний режим
На території забороняється:
1. Надання ділянок під будівництво.
2. Розробка корисних копалин, порушення ґрунтового покриву.
3. Порушення умов поселення, гніздування звірів і птахів.
4. Випас худоби.
5. Інші види господарської діяльності, які можуть призвести до втрати наукової та культурно-освітньої цінності парку.
Згідно ст.64 Закону України «Про природно-заповідний фонд України», порушення законодавства України про природно-заповідний фонд тягне за собою дисциплінарну, адміністративну, цивільну або кримінальну відповідальність.

## Галерея

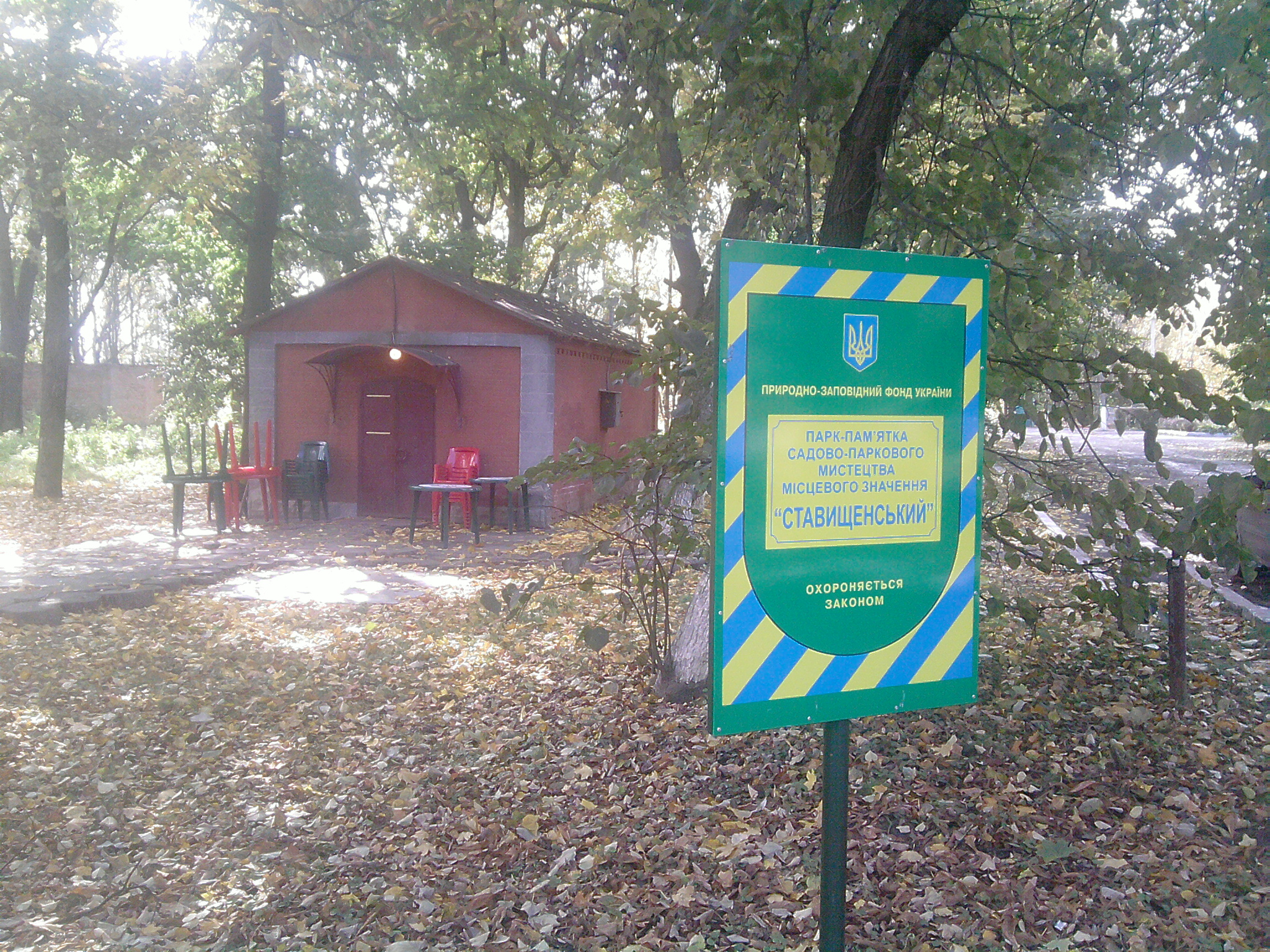
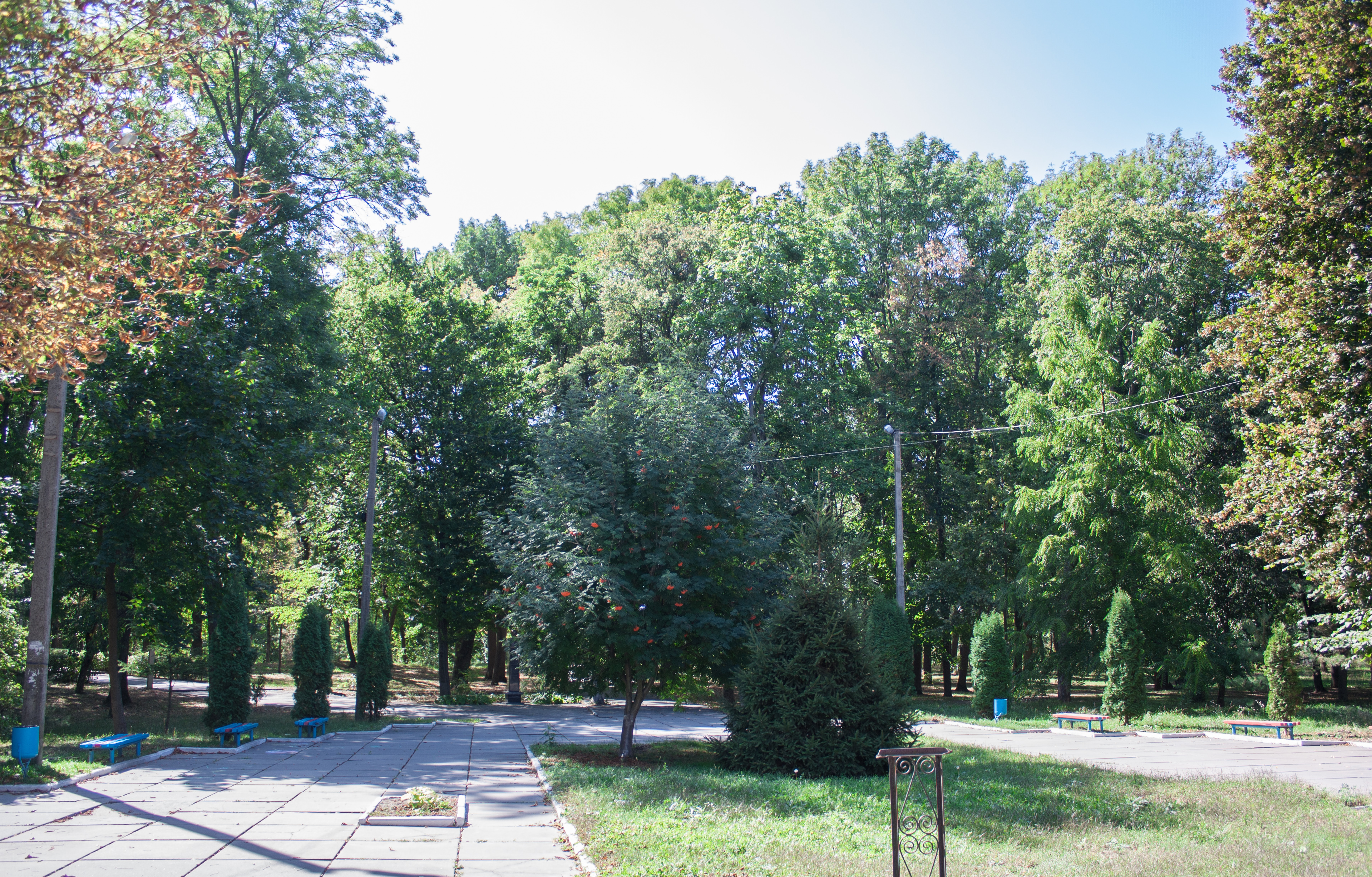
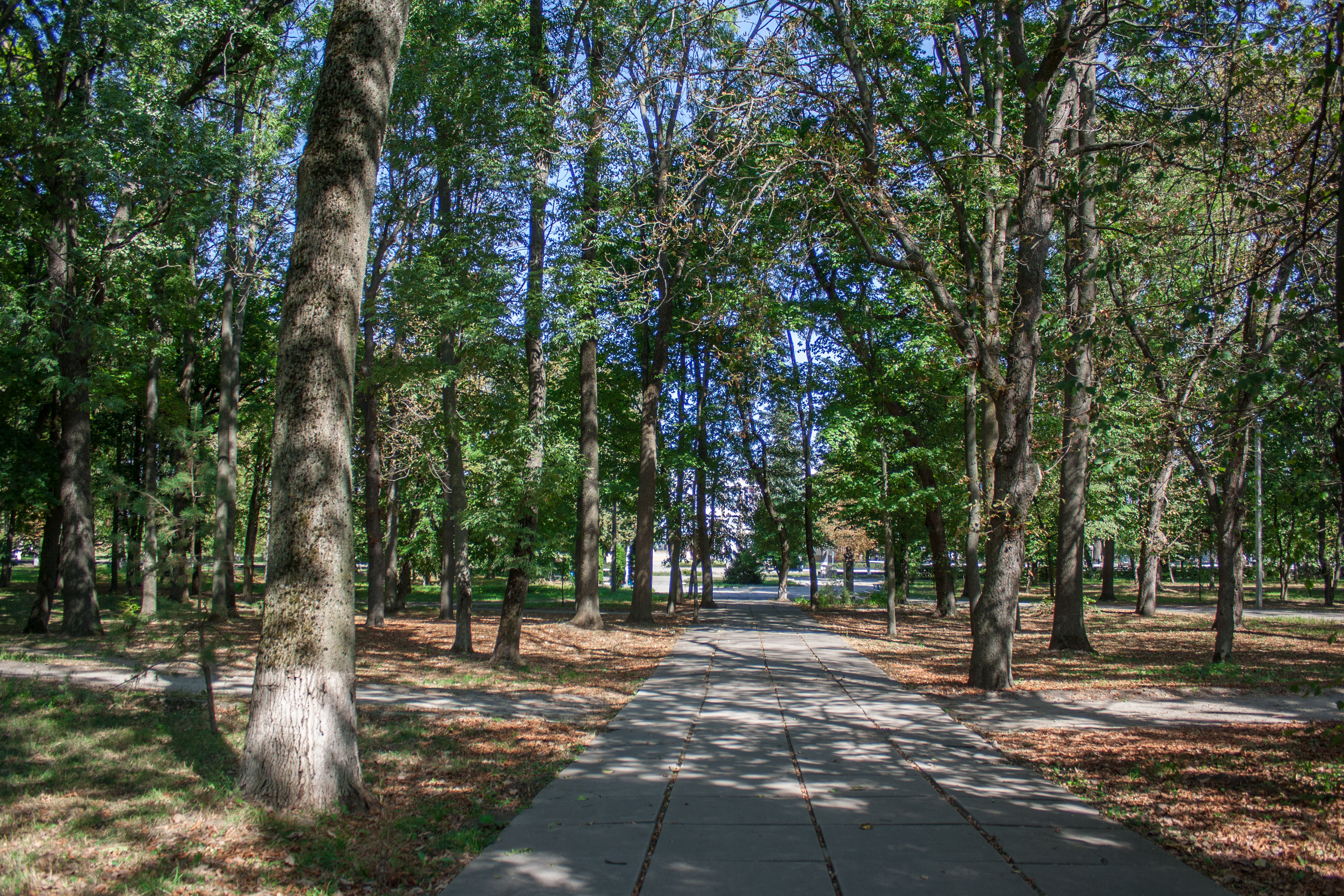
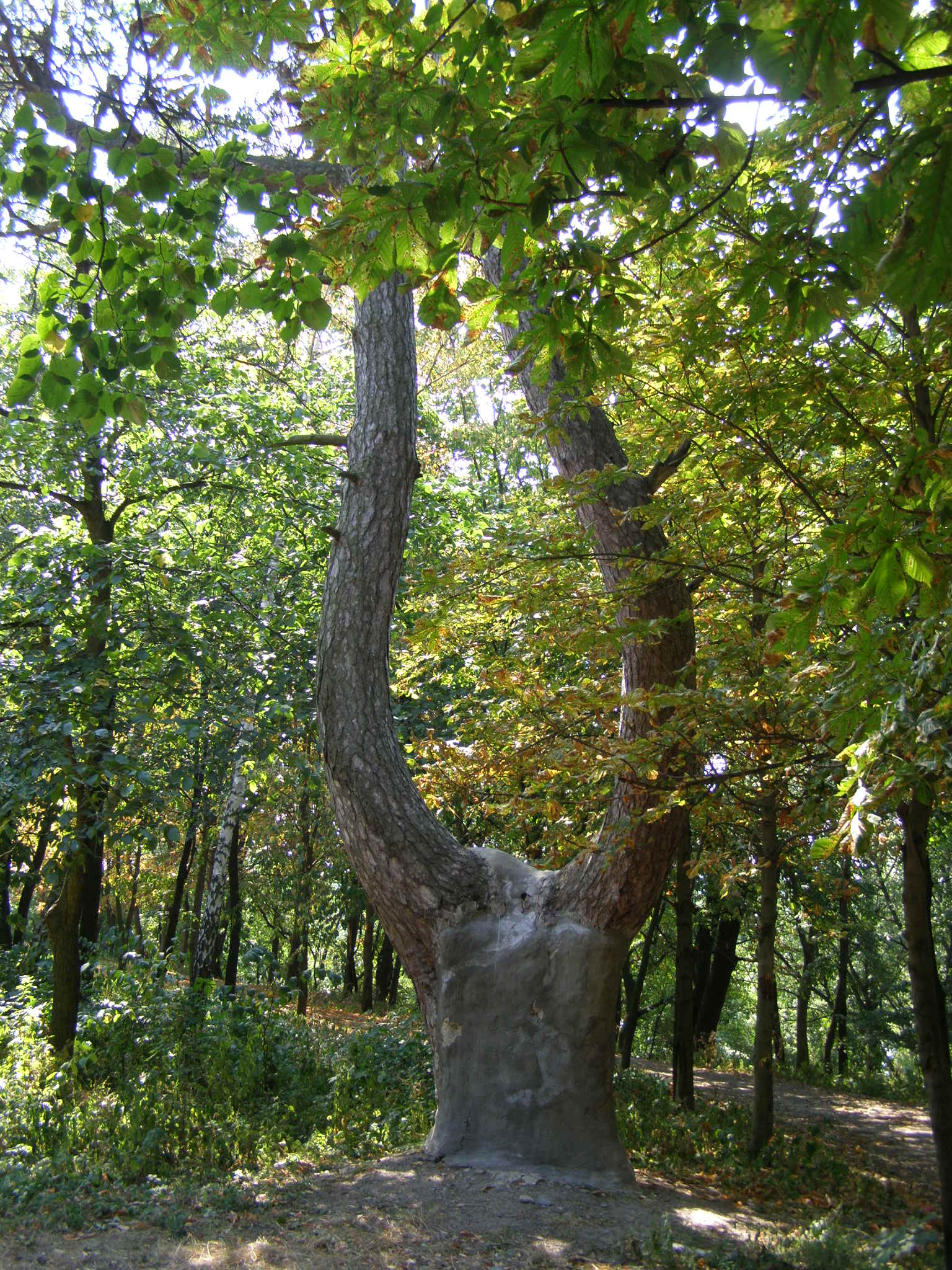